# Manton (Califòrnia)
Manton és una concentració de població designada pel cens dels Estats Units a l'estat de Califòrnia. Segons el cens del 2000 tenia 372 habitants.

## Demografia
Segons el cens del 2000, Manton tenia 372 habitants, 159 habitatges, i 114 famílies. La densitat de població era de 8,1 habitants/km².
Dels 159 habitatges en un 17% hi vivien nens de menys de 18 anys, en un 62,9% hi vivien parelles casades, en un 6,9% dones solteres, i en un 28,3% no eren unitats familiars. En el 21,4% dels habitatges hi vivien persones soles el 9,4% de les quals corresponia a persones de 65 anys o més que vivien soles. El nombre mitjà de persones vivint en cada habitatge era de 2,3 i el nombre mitjà de persones que vivien en cada família era de 2,64.
Per edats la població es repartia de la següent manera: un 18% tenia menys de 18 anys, un 3,5% entre 18 i 24, un 19,9% entre 25 i 44, un 37,1% de 45 a 60 i un 21,5% 65 anys o més.
L'edat mediana era de 51 anys. Per cada 100 dones de 18 o més anys hi havia 113,3 homes.
La renda mediana per habitatge era de 28.333 $ i la renda mediana per família de 34.375 $. Els homes tenien una renda mediana de 30.000 $ mentre que les dones 21.094 $. La renda per capita de la població era de 19.127 $. Entorn del 9,4% de les famílies i el 18,1% de la població estaven per davall del llindar de pobresa.

## Poblacions més properes
El següent diagrama mostra les poblacions més properes.